# 亞歷克斯·格羅斯曼
亞歷山大·格羅斯曼（英語：Alexander Grossmann，1930年8月5日—2019年2月12日）是一名出生於克羅埃西亞的法國-美國物理學家。

## 職業生涯
1955年，格羅斯曼前往美國，先後在普林斯頓高等研究所（IAS）、布蘭迪斯大學和紐約大學科朗研究所的物理系工作，之後又在IAS工作到1963年。
在法國高等科學研究所學習一年後，他應丹尼爾·卡斯特勒的請求，加入1966年成立的馬賽理論物理中心（CPT）。隨後，他成為法國國家科學研究中心的研究主管。
1984年，他與讓·莫萊在位於盧米耶校園的艾克斯-馬賽第二地中海大學共同開展小波分析的開創性工作。這實際上表明了這種特性在訊號分析中的適用性。
1993年，他加入在伊韋特河畔日夫成立的小組，開始從事基因組研究。直到2014年，他在埃夫里數學與建模實驗室工作。

## 致敬
2019年6月12日至13日，奧賽數學研究所舉行了紀念格羅斯曼和伊夫·梅耶爾的科學會議，以紀念格羅斯曼畢生的科學成就。

## 外部連結
- https://epubs.siam.org/doi/abs/10.1137/1.9780898718119.ch2 （页面存档备份，存于）